# Resolució 1678 del Consell de Seguretat de les Nacions Unides
La Resolució 1678 del Consell de Seguretat de les Nacions Unides fou adoptada per unanimitat el 15 de maig de 2006. Després de reafirmar totes les resolucions sobre la situació entre Eritrea i Etiòpia, en particular les resolucions 1640 (2005), 1661 (2006) i 1670 (2006) el Consell va prorrogar el mandat de la Missió de les Nacions Unides a Etiòpia i a Eritrea (UNMEE) fins a la fi de maig de 2006.

## Resolució

### Observacions
El Consell de Seguretat va reafirmar el seu suport al procés de pau entre els dos països i la plena aplicació de l'acord d'Alger. Va acollir amb satisfacció els progressos realitzats en una reunió de la Comissió de Fronteres Eritrea-Etiòpia (EEBC) el març de 2006.

### Actes
La resolució 1678 va renovar el mandat de la UNMEE fins al 31 de maig de 2006 i va exigir novament que Etiòpia i Eritrea compleixin amb la resolució 1640. Es va demanar a tots els estats que aportessin contribucions al fons fiduciari i donessin suport a la UNMEE.
A més, els membres del Consell van decidir que, en cas d'incompliment de la Resolució 1640, i tenint en compte els resultats de la reunió de l'EEBC, el 17 de maig de 2006, es faria un ajustament al mandat i al nivell de tropes de la MINUEE cap a la fi de maig de 2006.
Finalment, es va instruir al Secretari General Kofi Annan que informés sobre el compliment de la resolució 1640 en el termini de set dies i que també proporcionés suggeriments sobre l'ajustament del mandat de la UNMEE per donar suport al procés de demarcació.